# 影島区

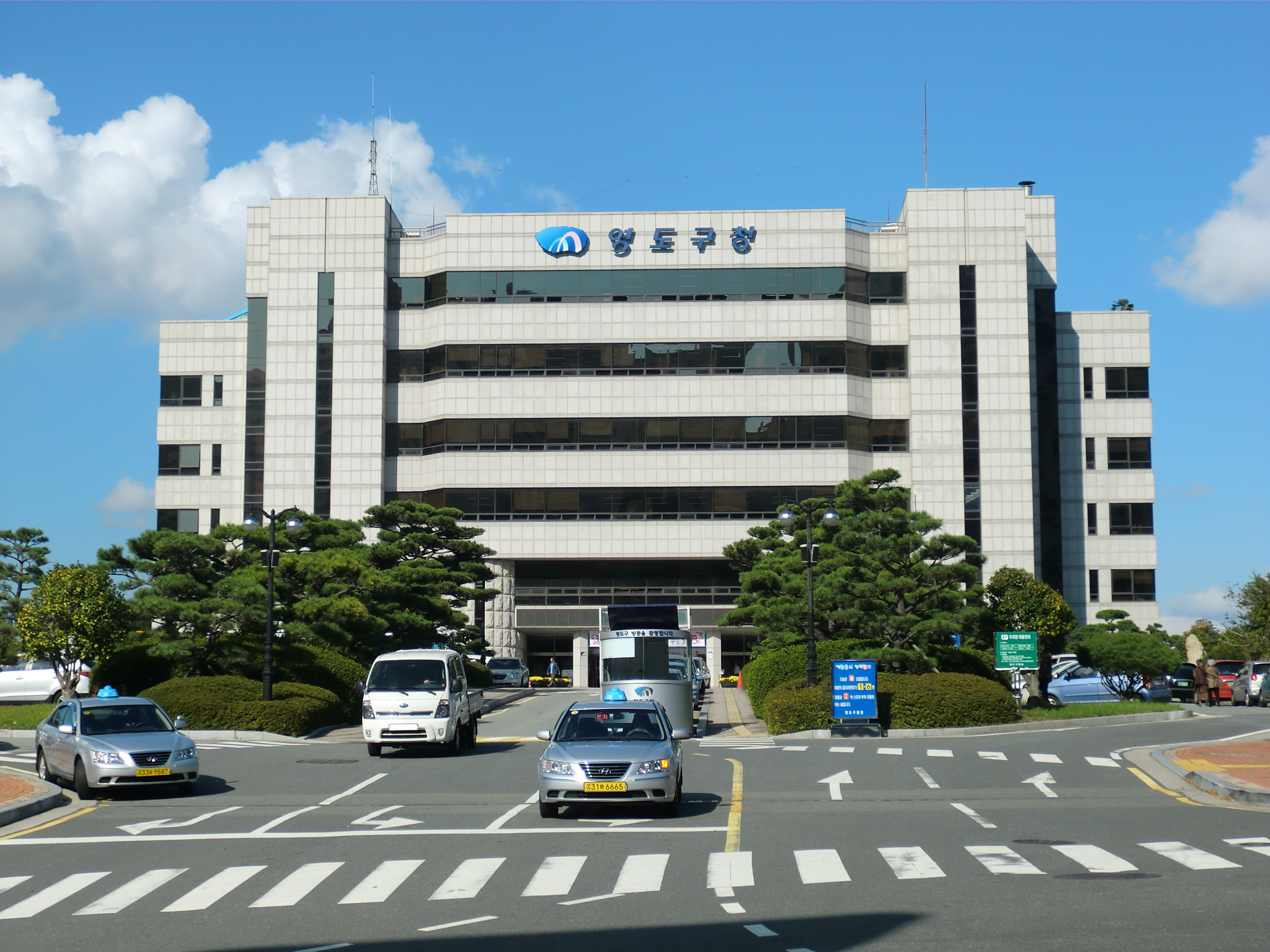
影島区庁

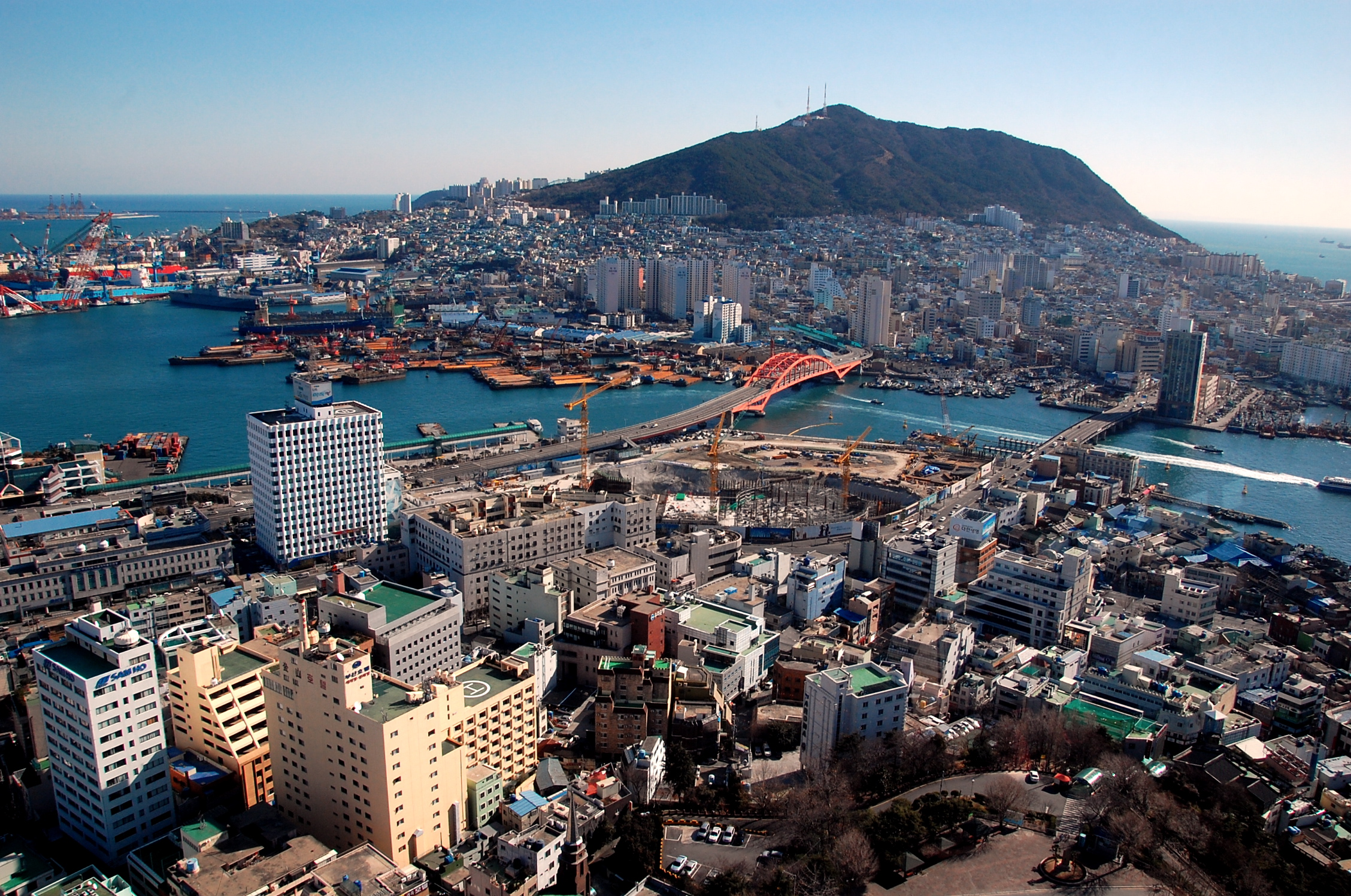
釜山タワーから南、影島を望む（2008年1月）

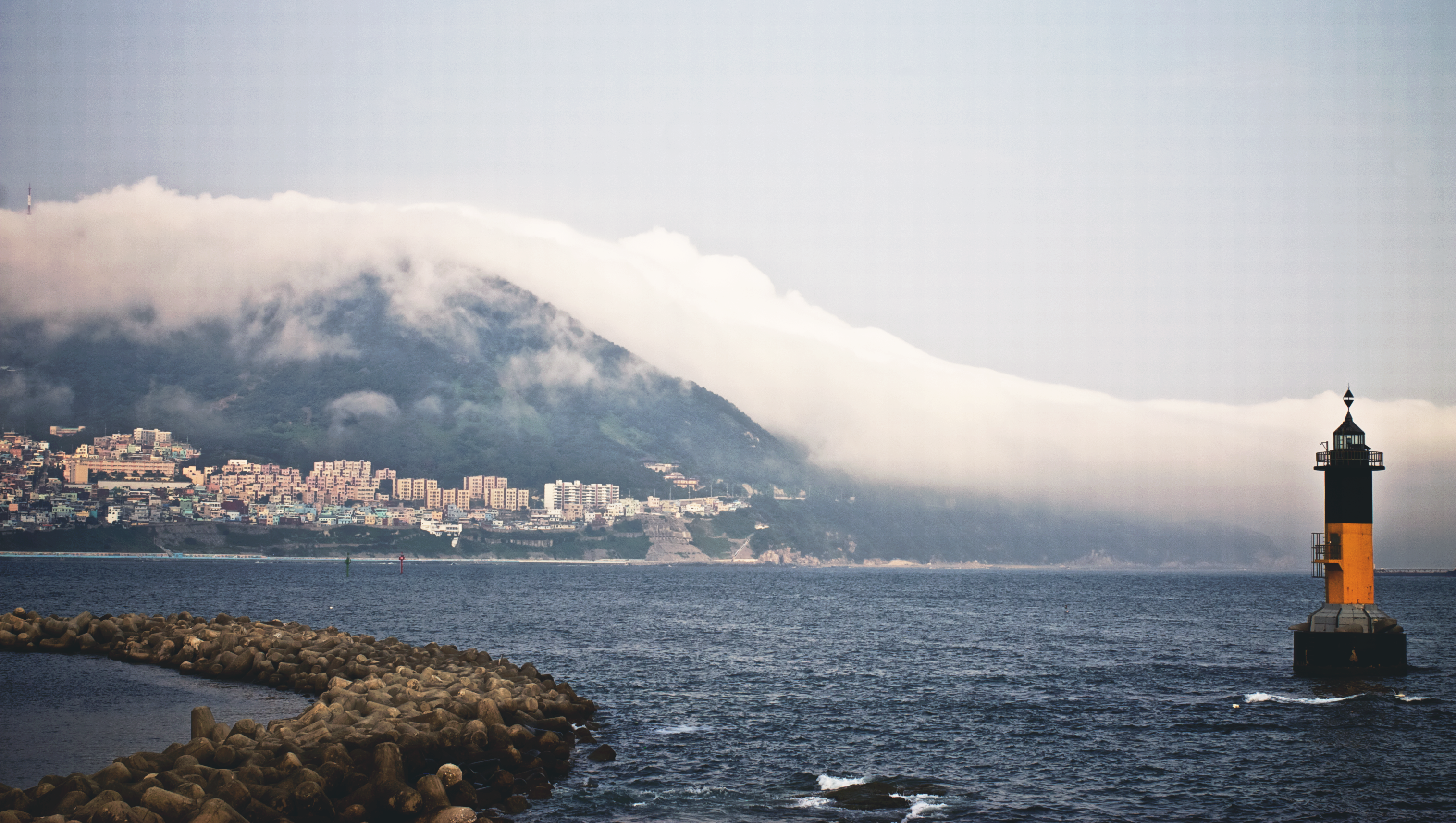
西部の風景

影島区（ヨンドく）は、大韓民国釜山広域市の南部に位置する区。影島とその周辺の島からなる。

## 地理
影島は本土と細い水道で隔てられた島であり、釜山湾を形作っている。島の中央には蓬莱山（395m）が聳える。南端は太宗台（テジョンデ）と呼ばれており、晴れた日には日本の対馬を望むことができる。
島の北岸は釜山港の一部を構成している。北の中区とは影島大橋（215m）と釜山大橋（260m）、西の西区とは南港大橋（1925m）によって結ばれている。

## 歴史
影島はかつては絶影島と称され、日本統治時代には牧島（牧の島）とも呼ばれた。「絶影島」の名は駿馬を意味するとも、空島政策のため人影がなかったためとも説明される。
新石器時代の東三洞貝塚では、縄文土器や九州産の黒曜石が発掘されており、先史時代の対馬海峡（朝鮮海峡）両岸の交流の存在が示されている。また、古代から馬の放牧地として使われ、日本統治時代の「牧島」もこのことに由来している。島の南端の太宗台は新羅の太宗（武烈王）が景観を楽しんだ場所と由緒づけられている。
1914年に釜山府が設置された際に府内に編入された。島の北部は日本統治時代において市街地として発展するようになり、影島大橋が架けられてからは釜山市電も乗り入れるようになった。

### 年表
- 1881年 - 絶影島鎮が置かれる。
- 1886年 - 日韓間に絶影島地所借入約書 (租借絶影島地基約単)が締結される。
- 1898年 - 絶影島問題が発生する。
- 1914年4月1日 - 釜山府に編入される。
- 1934年11月23日 - 影島大橋開通。
- 1949年8月15日 - 釜山府、釜山市に改称。
- 1957年1月11日 - 区制を施行。釜山市大平洞・南港洞・瀛仙洞・新仙洞・蓬莱洞・青鶴洞・東三洞および大橋路の一部の地域をもって、釜山市影島区を設置。
- 1980年1月30日 - 釜山大橋開通。
- 1963年1月1日 - 釜山市が釜山直轄市となる（釜山直轄市影島区）。
- 1995年1月1日 - 釜山直轄市が釜山広域市になる（釜山広域市影島区）。
- 2007年1月1日 - 行政洞の統廃合が行われる、14洞を11洞に。
- 2014年5月22日 - 釜山港大橋開通。

## 行政

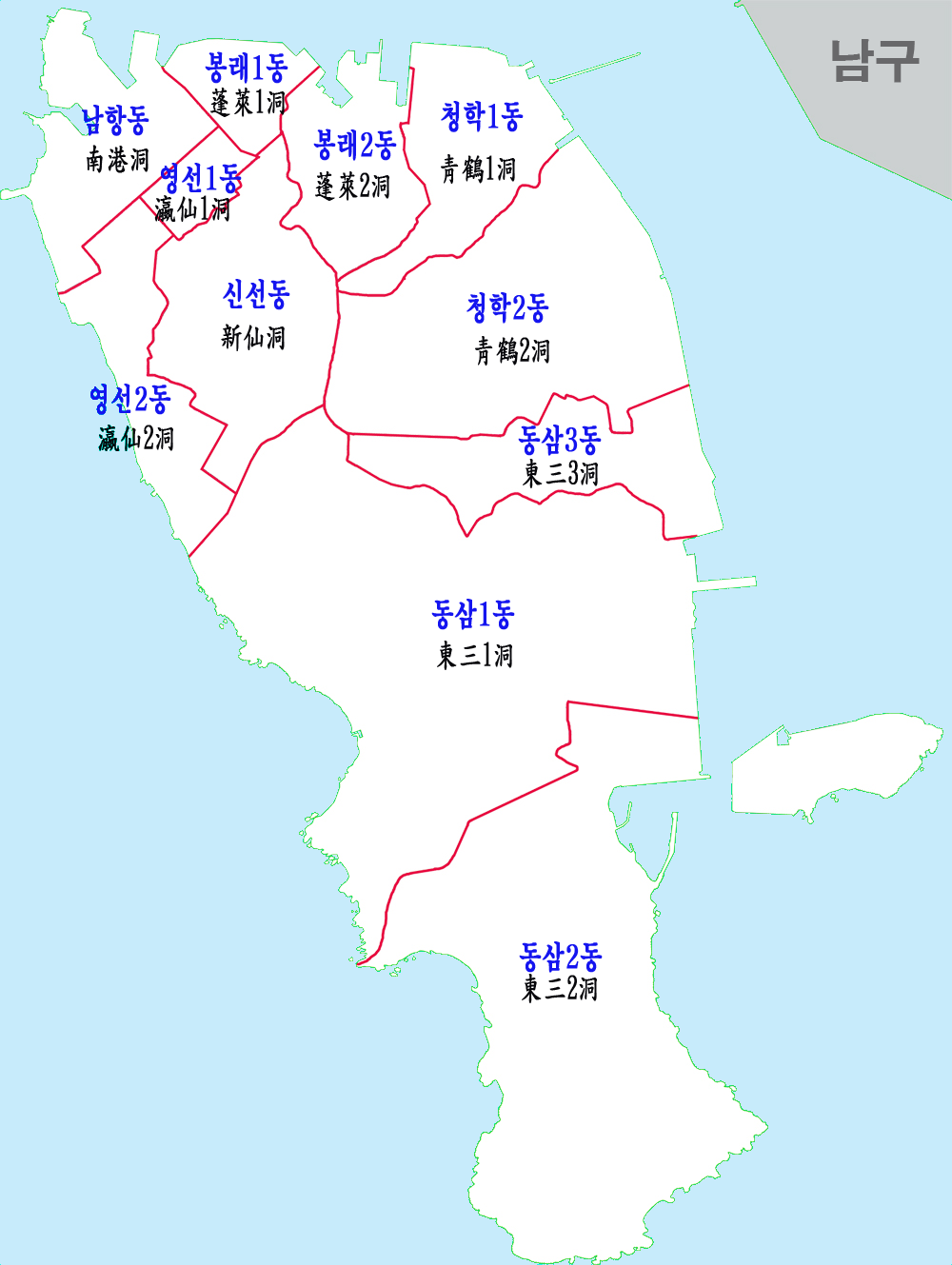
行政区域図

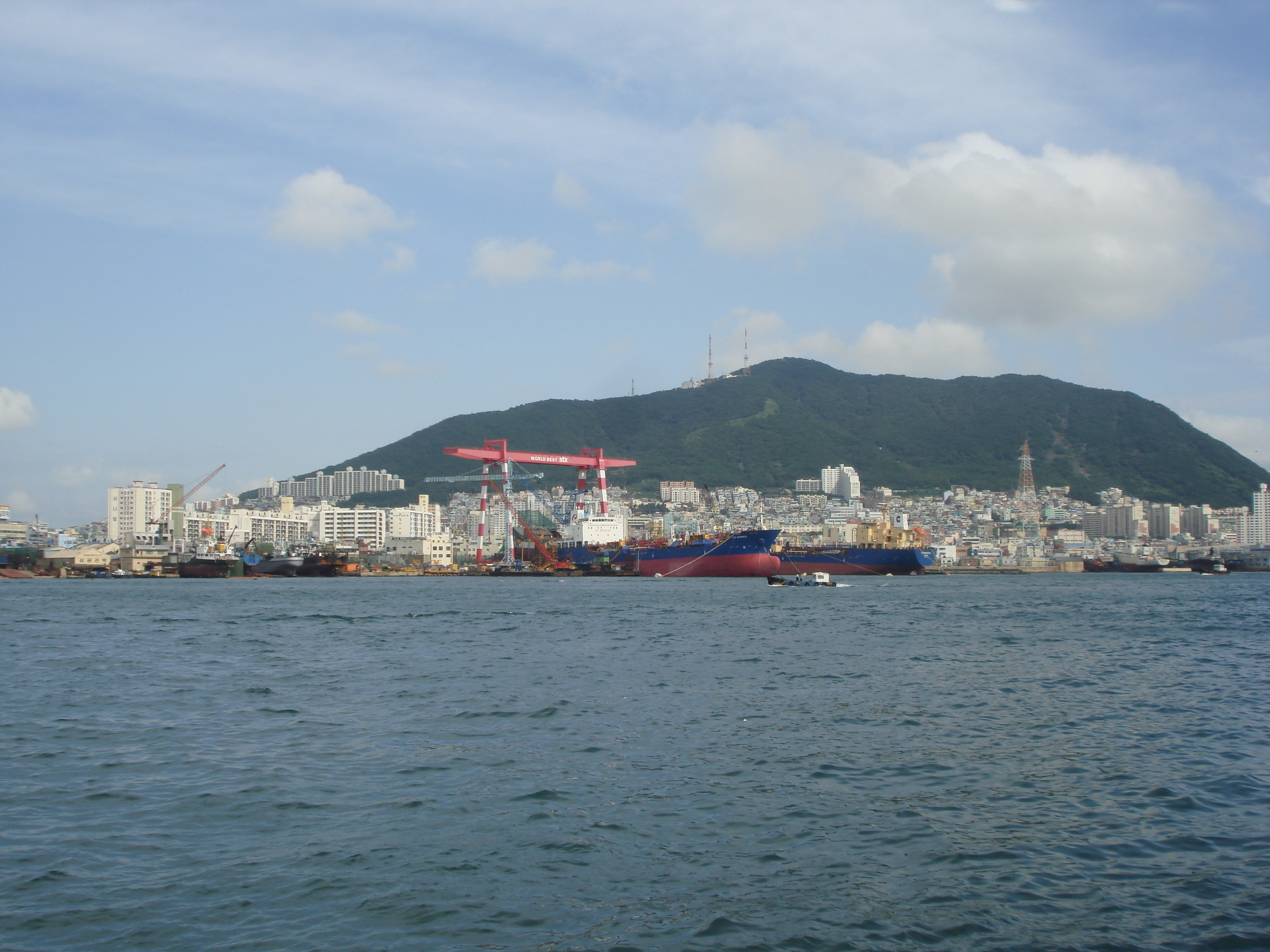
西区側からみた影島の西海岸（2007年9月）

11行政洞（21法定洞）からなる。
| 行政洞                              | 法定洞                                                                      |
| ----------------------------------- | --------------------------------------------------------------------------- |
| 南港洞（ナマンドン）                | 大橋洞1街、大橋洞2街、大平洞1街、大平洞2街、南港洞1街、南港洞2街、南港洞3街 |
| 瀛仙第1洞（ヨンソンジェイルトン）   | 瀛仙洞1街、瀛仙洞2街、新仙洞1街                                             |
| 瀛仙第2洞（ヨンソンジェイドン）     | 瀛仙洞3街、瀛仙洞4街                                                        |
| 新仙洞（シンソンドン）              | 瀛仙洞2街、新仙洞1街、新仙洞2街、新仙洞3街、蓬莱洞4街                       |
| 蓬莱第1洞（ポンネジェイルトン）     | 蓬莱洞1街、蓬莱洞2街、蓬莱洞3街                                             |
| 蓬莱第2洞（ポンネジェイドン）       | 蓬莱洞4街、蓬莱洞5街                                                        |
| 青鶴第1洞（チョンハクチェイルトン） | 青鶴洞                                                                      |
| 青鶴第2洞（チョンハクチェイドン）   | 青鶴洞                                                                      |
| 東三第1洞（トンサムジェイルトン）   | 東三洞                                                                      |
| 東三第2洞（トンサムジェイドン）     | 東三洞                                                                      |
| 東三第3洞（トンサムジェサムドン）   | 東三洞                                                                      |

### 警察
- 釜山影島警察署

### 消防
- 港湾消防署
  - 東三119安全センター
  - 瀛仙119安全センター
  - 青鶴119安全センター

## 教育

### 4年制大学
- 韓国海洋大学校（国立）
- 高神大学校（私立）

## 施設
- 太宗台
  - 影島灯台
- 東三洞貝塚展示館

## 姉妹都市
韓国国内
- 長興郡（全羅南道）
  - 1998年11月13日 － 姉妹結縁締結
- 居昌郡（慶尚南道）
  - 2006年11月28日 － 姉妹結縁締結

韓国国外
- 対馬市（日本・長崎県）
  - 1983年11月8日 － 上対馬町と姉妹結縁締結
  - 1986年5月16日 － 対馬6町と拡大姉妹結縁（姉妹島縁組）
  - 1994年9月2日 － 対馬町村会（6町）と行政交流協定締結
  - 2005年11月16日 － 対馬市と姉妹結縁締結
- 上海市盧湾区（中華人民共和国）
  - 1996年5月28日 － 姉妹結縁締結

## 著名な出身者・ゆかりの人物
- 文在寅（大韓民国第19代大統領）出生地は慶尚南道巨済郡（現･巨済市）だが、小学校入学前に釜山市影島区瀛仙洞に一家で引っ越し、影島区内の南港小学校に通った。高校卒業までの約12年間と、弁護士になってからしばらくの間、影島に住んでいた。
- カン・ダニエル(アイドルグループ、Wanna Oneの元メンバー)